# Jean-Bernard Gauthier de Murnan
Pour les articles homonymes, voir Gauthier.
Jean-Bernard-Bourg-Gauthier de Murnan, né le 28 novembre 1748 à Bourg-en-Bresse, mort le 27 septembre 1796 à Villereversure, est un général de brigade de la Révolution française.
Ayant dû fuir la France, il sert comme officier de cavalerie, puis comme officier du génie dans l'armée russe. Revenu en France, il est envoyé comme officier du génie aux États-Unis soutenir les « Insurgents » ou « Patriots », où il devient lieutenant-colonel du génie de l'Armée des États-Unis d'Amérique pendant la Guerre d'indépendance des États-Unis. Revenu à nouveau en France, il est, pendant la Révolution française, colonel d'infanterie, puis de cavalerie, puis général de brigade, commandant une brigade de cavalerie.

## Biographie
Jean-Bernard Gauthier est né dans une famille de juristes à Bourg-en-Bresse, il est baptisé le 28 novembre 1748 dans la même ville. 
Vers 1773, il est officier dans l'Armée Royale : il doit quitter la France pour une mauvaise affaire de duel, et se réfugie en Russie. Il s'engage comme lieutenant au régiment de dragons de Smolensk, Biélorussie, sous commandement du Prince Golitsyn jusqu'à 1776, quand il devient capitaine-ingénieur, après examen devant l'académie de Moscou.
Revenu en France, à l'époque de la proclamation d'indépendance des États-Unis d'Amérique, il y est envoyé avec un groupe d'officiers du génie, entre autres le capitaine L'Enfant. Dès janvier 1777, il est officier du génie français sous les ordres du général Sullivan (?). En mars 1778, il est promu major dans le Corps of Engineers de l'armée continentale sur décision du Congrès continental siégeant alors à Philadelphie. Il participe à la campagne du Massachusetts en 1778, notamment la défense de Providence (Rhode-Island) toujours avec le général Sullivan. (Il est connu aux États-Unis sous le nom de Murnan ou de Murnan ou Murnand ou encore Murnans et même Bourg Gauthier de Murnan).
Puis, sur les ordres du général G. Washington, il est de la campagne contre les Quatre Nations indiennes (1778-1781) (Expédition de Sullivan). Sous les ordres du général de Choisy, il prend part aux sièges d'York et de Gloucester en 1781. Sur décision spéciale du Congrès continental, il lui est décerné en septembre 1783, un brevet de lieutenant-colonel de l'Armée continentale. L'année 1784 le voit quitter l'armée des États-Unis et retourner en France, où il se marie le 30 septembre 1784, à Lyon avec Andrée Claudine Sain, née vers 1763. 
Il est réintégré dans l'armée lorsque débutent les guerres de la Révolution. Dès 1791, il est promu lieutenant-colonel dans l'infanterie, puis nommé en mai 1791 adjudant-général. Il se trouve alors à l'état-major du camp retranché de Sedan. Puis, promu colonel, il est chef d'état-major de l'armée de Sambre-et-Meuse. L'année 1792, le voit colonel du 35e régiment d'infanterie, ce qui lui vaut d'être à la bataille de Valmy le 20 septembre 1792, puis à celle de Jemmapes le 6 novembre 1792, et de continuer la guerre en Brabant.
En janvier 1793, il change d'arme, pour devenir colonel du 13e régiment de dragons. Promu général de brigade la même année, il commande le flanc droit de cavalerie de l'armée du Nord, sous le commandement du général Custine. Fatigué, il quitte l'armée et se retire sur ses terres. Il est inquiété sous la terreur, et est arrêté par deux fois à Bourg-Regénéré (Bourg-en-Bresse) au printemps 1794. Il meurt le 27 septembre 1796, à Villereversure.
Il est titulaire de la Croix de Saint-Louis en 1791, et pour sa contribution à la Guerre d'indépendance des États-Unis, il est fait membre de la Société des Cincinnati (États-Unis) en 1783.
Il est l'oncle du général Aubry, tué à Leizig, et cousin du conventionnel Gauthier des Orcières, dit aussi Gauthier de l'Ain.

## État de service
- 1773 : Lieutenant au régiment de Dragons de Smolensk
- 1776 : Capitaine-Ingénieur (reçu à l'Académie de Moscou)
- 1778 : Officier du génie de l'United States Army Corps of Engineers
- 1783 : Lieutenant-colonel de l'armée continentale américaine par décision du congrès
- 1791 : Lieutenant-colonel d'infanterie dans l'armée française
- 1791 : adjudant-général
- 7 août 1792 : colonel du 35e régiment d'infanterie
- 1793 : colonel du 13e régiment de dragons
- 18 avril 1793 : général de brigade

## Décorations, titres et honneurs
- 1783 : Fait membre de la société des Cincinnati
- 1791 : Reçoit la croix de Saint-Louis